# Szutorisz Frigyes
Szutorisz Frigyes (Szepesbéla, 1854. március 16. – Eperjes, 1926. február 28.) botanikus, tanár.

## Életpályája
A Szepes vármegyei Szepesbélán született 1854-ben. 1880-ban tett természetrajz-vegytan szakos tanári vizsgát, majd az eperjesi evangélikus főgimnáziumban lett a természetrajz és vegytan tanára.  Innen Sárospatakra került, ahol oktatómunkája mellett népszerűsítő természettudományi, főleg növénytani munkát fejtett ki. 
Az eperjesi turistaélet és az MKE Eperjesi Osztályának alapítója és lelke, 1911-1913 között az MKE Eperjesi Osztályának elnöke volt, 1917-től pedig az MTSz Mentés és vezetésügyi bizottság tagja.

## Főbb munkái
- A növényvilág és az ember (Budapest, 1906)  (Budapest, 1906)
- Eperjesi turista-kalauz [Tourist guide to Eperjes] (Eperjes, 1910)